# Біланоба-дал-Камі
Білано́ба-дал-Камі́ (кат. Vilanova del Camí) - муніципалітет, розташований в Автономній області Каталонія, в Іспанії. Код муніципалітету за номенклатурою Інституту статистики Каталонії - 83020. Знаходиться у районі (кумарці) Анойя (коди району - 06 та AI) провінції Барселона, згідно з новою адміністративною реформою перебуватиме у складі Центральної баґарії (округи). 

## Населення
Населення міста (у 2007 р.) становить 12.208 осіб (з них менше 14 років - 17,4%, від 15 до 64 - 71,3%, понад 65 років - 11,3%). У 2006 р. народжуваність склала 185 осіб, смертність - 49 осіб, зареєстровано 68 шлюбів. У 2001 р. активне населення становило 5.637 осіб, з них безробітних - 870 осіб.

Серед осіб, які проживали на території міста у 2001 р., 6.360 народилися в Каталонії (з них 5.466 осіб у тому самому районі, або кумарці), 3.612 осіб приїхало з інших областей Іспанії, а 222 особи приїхали з-за кордону. 

Університетську освіту має 3,4% усього населення. 

У 2001 р. нараховувалося 3.393 домогосподарства (з них 13,4% складалися з однієї особи, 24,7% з двох осіб,24,7% з 3 осіб, 26,4% з 4 осіб, 7,8% з 5 осіб, 2,2% з 6 осіб, 0,4% з 7 осіб, 0,2% з 8 осіб і 0,1% з 9 і більше осіб).

Активне населення міста у 2001 р. працювало у таких сферах діяльності : у сільському господарстві - 0,3%, у промисловості - 53,3%, на будівництві - 15,7% і у сфері обслуговування - 30,8%. 

 У муніципалітеті або у власному районі (кумарці) працює 2.106 осіб, поза районом - 3.572 особи.

### Доходи населення
У 2002 р. доходи населення розподілялися таким чином :
| \| Доходи населення за статтями доходів \| Доходи населення за статтями доходів \| Доходи населення за статтями доходів \| \| Рік \| 2002 р. \| 2001 р. \| \| ------------------------------------ \| ------------------------------------ \| ------------------------------------ \| \| Заробітна платня \| 58,6% \| 59,4% \| \| Доходи від ведення бізнесу \| 20,7% \| 21,6% \| \| Соціальна допомога \| 20,7% \| 19% \| |         |         |
| Доходи населення за статтями доходів |         |         |
| Рік | 2002 р. | 2001 р. |
| Заробітна платня | 58,6%   | 59,4%   |
| Доходи від ведення бізнесу | 20,7%   | 21,6%   |
| Соціальна допомога | 20,7%   | 19%     |

### Безробіття
У 2007 р. нараховувалося 706 безробітних (у 2006 р. - 724 безробітних), з них чоловіки становили 29,5%, а жінки - 70,5%.

## Економіка
У 1996 р. валовий внутрішній продукт розподілявся по сферах діяльності таким чином :
| \| Валовий внутрішній продукт \| Валовий внутрішній продукт \| Валовий внутрішній продукт \| \| Рік \| 1996 р. \| 1991 р. \| \| -------------------------- \| -------------------------- \| -------------------------- \| \| Сільське господарство \| 0,4% \| 0,4% \| \| Промисловість \| 51,4% \| 62,9% \| \| Будівництво \| 9,4% \| 7,2% \| \| Послуги \| 38,7% \| 29,5% \| |         |         |
| Валовий внутрішній продукт |         |         |
| Рік | 1996 р. | 1991 р. |
| Сільське господарство | 0,4%    | 0,4%    |
| Промисловість | 51,4%   | 62,9%   |
| Будівництво | 9,4%    | 7,2%    |
| Послуги | 38,7%   | 29,5%   |

### Підприємства міста

#### Промислові підприємства
| \| Промислові підприємства міста, за сферою діяльності \| Промислові підприємства міста, за сферою діяльності \| Промислові підприємства міста, за сферою діяльності \| \| Рік \| 2002 р. \| 2001 р. \| \| --------------------------------------------------- \| --------------------------------------------------- \| --------------------------------------------------- \| \| Енергетичні та водні ресурси \| 0% \| 0% \| \| Хімія та метали \| 4,2% \| 4,2% \| \| Переробка металів \| 21,8% \| 20,8% \| \| Продукти харчування \| 0,7% \| 1,4% \| \| Текстиль \| 64,8% \| 65,3% \| \| Виробництво меблів, видання \| 8,5% \| 8,3% \| \| Інше \| 0% \| 0% \| \| Усього підприємств \| 142 \| 144 \| |         |         |
| Промислові підприємства міста, за сферою діяльності |         |         |
| Рік | 2002 р. | 2001 р. |
| Енергетичні та водні ресурси | 0%      | 0%      |
| Хімія та метали | 4,2%    | 4,2%    |
| Переробка металів | 21,8%   | 20,8%   |
| Продукти харчування | 0,7%    | 1,4%    |
| Текстиль | 64,8%   | 65,3%   |
| Виробництво меблів, видання | 8,5%    | 8,3%    |
| Інше | 0%      | 0%      |
| Усього підприємств | 142     | 144     |

#### Роздрібна торгівля
| \| Підприємства роздрібної торгівлі міста, за сферою діяльності \| Підприємства роздрібної торгівлі міста, за сферою діяльності \| Підприємства роздрібної торгівлі міста, за сферою діяльності \| \| Рік \| 2002 р. \| 2001 р. \| \| ------------------------------------------------------------ \| ------------------------------------------------------------ \| ------------------------------------------------------------ \| \| Продукти харчування \| 34,3% \| 36,3% \| \| Одяг та взуття \| 20,7% \| 18,5% \| \| Товари для дому \| 15,7% \| 16,3% \| \| Книги та періодичні видання \| 2,1% \| 2,2% \| \| Промислова хімічна продукція \| 7,1% \| 5,2% \| \| Продукція, пов'язана з транспортними засобами \| 5% \| 5,2% \| \| Інше \| 15% \| 16,3% \| \| Усього підприємств \| 140 \| 135 \| |         |         |
| Підприємства роздрібної торгівлі міста, за сферою діяльності |         |         |
| Рік | 2002 р. | 2001 р. |
| Продукти харчування | 34,3%   | 36,3%   |
| Одяг та взуття | 20,7%   | 18,5%   |
| Товари для дому | 15,7%   | 16,3%   |
| Книги та періодичні видання | 2,1%    | 2,2%    |
| Промислова хімічна продукція | 7,1%    | 5,2%    |
| Продукція, пов'язана з транспортними засобами | 5%      | 5,2%    |
| Інше | 15%     | 16,3%   |
| Усього підприємств | 140     | 135     |

#### Сфера послуг
| \| Підприємства міста, що працюють у сфері послуг, за діяльністю \| Підприємства міста, що працюють у сфері послуг, за діяльністю \| Підприємства міста, що працюють у сфері послуг, за діяльністю \| \| Рік \| 2002 р. \| 2001 р. \| \| ------------------------------------------------------------- \| ------------------------------------------------------------- \| ------------------------------------------------------------- \| \| Гуртова торгівля \| 8,1% \| 7,7% \| \| Готелі та готельний бізнес \| 24,7% \| 23,5% \| \| Транспорт та зв'язок \| 16,6% \| 18,4% \| \| Посередницькі фінансові послуги \| 5,1% \| 5,6% \| \| Послуги підприємствам \| 3,4% \| 3,4% \| \| Послуги фізичним особам \| 30,6% \| 30,8% \| \| Нерухомість та ін. \| 11,5% \| 10,7% \| \| Усього підприємств \| 235 \| 234 \| |         |         |
| Підприємства міста, що працюють у сфері послуг, за діяльністю |         |         |
| Рік | 2002 р. | 2001 р. |
| Гуртова торгівля | 8,1%    | 7,7%    |
| Готелі та готельний бізнес | 24,7%   | 23,5%   |
| Транспорт та зв'язок | 16,6%   | 18,4%   |
| Посередницькі фінансові послуги | 5,1%    | 5,6%    |
| Послуги підприємствам | 3,4%    | 3,4%    |
| Послуги фізичним особам | 30,6%   | 30,8%   |
| Нерухомість та ін. | 11,5%   | 10,7%   |
| Усього підприємств | 235     | 234     |

## Житловий фонд
У 2001 р. 2,4% усіх родин (домогосподарств) мали житло метражем до 59 м², 55,8% - від 60 до 89 м², 36,6% - від 90 до 119 м² і
5,2% - понад 120 м².

З усіх будівель у 2001 р. 60% було одноповерховими, 22,2% - двоповерховими, 10,3
% - триповерховими, 5,4% - чотириповерховими, 1,9% - п'ятиповерховими, 0,3% - шестиповерховими,
0% - семиповерховими, 0% - з вісьмома та більше поверхами.

## Автопарк
| \| Автомобілі, зареєстровані у місті, за призначенням \| Автомобілі, зареєстровані у місті, за призначенням \| Автомобілі, зареєстровані у місті, за призначенням \| \| Рік \| 2006 р. \| 2005 р. \| \| -------------------------------------------------- \| -------------------------------------------------- \| -------------------------------------------------- \| \| Приватні автомобілі \| 73,5% \| 74% \| \| Мотоцикли \| 7,7% \| 7,1% \| \| Вантажівки \| 16,1% \| 16,5% \| \| Трактори \| 0,4% \| 0,4% \| \| Автобуси та ін. \| 2,3% \| 2% \| \| Усього автомобілів \| 7.750 шт. \| 7.309 шт. \| |           |           |
| Автомобілі, зареєстровані у місті, за призначенням |           |           |
| Рік | 2006 р.   | 2005 р.   |
| Приватні автомобілі | 73,5%     | 74%       |
| Мотоцикли | 7,7%      | 7,1%      |
| Вантажівки | 16,1%     | 16,5%     |
| Трактори | 0,4%      | 0,4%      |
| Автобуси та ін. | 2,3%      | 2%        |
| Усього автомобілів | 7.750 шт. | 7.309 шт. |

## Вживання каталанської мови
У 2001 р. каталанську мову у місті розуміли 91,2% усього населення (у 1996 р. - 91,4%), вміли говорити нею 63,7% (у 1996 р. - 
64,8%), вміли читати 63,5% (у 1996 р. - 50,2%), вміли писати 47,5
% (у 1996 р. - 36,1%). Не розуміли каталанської мови 8,8%.

## Політичні уподобання
У виборах до Парламенту Каталонії у 2006 р. взяло участь 4.116 осіб (у 2003 р. - 4.737 осіб). Голоси за політичні сили розподілилися таким чином:
| \| Вибори до Парламенту Каталонії \| Вибори до Парламенту Каталонії \| Вибори до Парламенту Каталонії \| \| Рік \| 2006 р. \| 2003 р. \| \| -------------------------------------- \| ------------------------------ \| ------------------------------ \| \| Конвергенція та Єднання (CiU) \| 23,5% \| 22,3% \| \| Соціалістична партія Каталонії (PSC) \| 42,3% \| 45,6% \| \| Народна партія (PP) \| 12,9% \| 14,4% \| \| Ініціатива за зелену Каталонію (IC) \| 7,9% \| 7,2% \| \| Республіканська лівиця Каталонії (ERC) \| 8,8% \| 9% \| \| Громадянська партія (C's) \| 1,3% \| 0% \| \| Інші \| 3,2% \| 1,5% \| |         |         |
| Вибори до Парламенту Каталонії |         |         |
| Рік | 2006 р. | 2003 р. |
| Конвергенція та Єднання (CiU) | 23,5%   | 22,3%   |
| Соціалістична партія Каталонії (PSC) | 42,3%   | 45,6%   |
| Народна партія (PP) | 12,9%   | 14,4%   |
| Ініціатива за зелену Каталонію (IC) | 7,9%    | 7,2%    |
| Республіканська лівиця Каталонії (ERC) | 8,8%    | 9%      |
| Громадянська партія (C's) | 1,3%    | 0%      |
| Інші | 3,2%    | 1,5%    |

У муніципальних виборах у 2007 р. взяло участь 4.453 особи (у 2003 р. - 4.861 особа). Голоси за політичні сили розподілилися таким чином:
| \| Муніципальні вибори \| Муніципальні вибори \| Муніципальні вибори \| \| Рік \| 2007 р. \| 2003 р. \| \| -------------------------------------- \| ------------------- \| ------------------- \| \| Конвергенція та Єднання (CiU) \| 9,2% \| 11,6% \| \| Соціалістична партія Каталонії (PSC) \| 36,6% \| 45% \| \| Народна партія (PP) \| 6,9% \| 9,9% \| \| Ініціатива за зелену Каталонію (IC) \| 11,9% \| 9,2% \| \| Республіканська лівиця Каталонії (ERC) \| 11,2% \| 5,9% \| \| Громадянська партія (C's) \| 0% \| 0% \| \| Інші \| 24,1% \| 18,4% \| |         |         |
| Муніципальні вибори |         |         |
| Рік | 2007 р. | 2003 р. |
| Конвергенція та Єднання (CiU) | 9,2%    | 11,6%   |
| Соціалістична партія Каталонії (PSC) | 36,6%   | 45%     |
| Народна партія (PP) | 6,9%    | 9,9%    |
| Ініціатива за зелену Каталонію (IC) | 11,9%   | 9,2%    |
| Республіканська лівиця Каталонії (ERC) | 11,2%   | 5,9%    |
| Громадянська партія (C's) | 0%      | 0%      |
| Інші | 24,1%   | 18,4%   |